# 隱翅蟲科
隱翅蟲科（學名：Staphylinidae），又名隱翅甲科，在生物分類上為鞘翅目多食亚目下之一個科。 屬於該科之動物主要以它們的短鞘翅（翼蓋）著稱，通常會使一半以上的腹節暴露在外。 該科之下有數千個屬以及約63,000個物種。 這是一個古老的群體，有2億年前三疊紀之化石，若 Leehermania 屬被證明屬於該科，則可能更早。 它們在生態棲位和形態方面十分多樣，在陸地生態系統中很常見。
有些隱翅蟲因其捕食性被用於生物防治。
毒隱翅蟲屬物種身體破裂時會釋出隱翅蟲素，人體皮膚若接觸到會患得隱翅蟲皮膚炎。同時，隱翅蟲素因具抑制細胞分裂之特性，被認為可能可用於治療癌症。

## 概略描述

### 毒隱翅蟲屬
該科部分物種的體液具有毒性，其具代表性者為毒隐翅虫属，在臺灣之常見物種包含褐毒隱翅蟲（學名：Paederus littoralis）以及紅胸隱翅蟲/青翅蟻形隱翅蟲（學名：Paederus fuscipes Curtis）等。
它們一致的特徵有身體整體外表呈橘黃色，但頭、胸及尾部呈鐵青色，因而獲得俗稱「青螞蟻」。它們偏好棲息於水田、草地及樹林，並具趨光性，因而常在夜晚飛入有燈火之處。它們會捕食其他動物。

## 與人類之關係

### 生物防治
許多隱翅蟲物種因其捕食性而可被用於生物防治用途。
黃角小黑隱翅蟲（學名：Oligota flavicornis）偏好捕食農業害蟲神澤氏葉螨（學名：Tetranychus kanzawai），其成蟲或幼蟲都會捕食神澤氏葉螨的卵。其捕食效率高於許多其他用於生物防治之昆蟲。
青翅蟻形隱翅蟲會捕食對水稻種植造成顯著影響的褐飛蝨（學名：Nilaparvata lugens）等多種農業害蟲。
有研究結果指出，若能提升黃角小黑隱翅蟲、青翅蟻形隱翅蟲之繁殖技術，在生物防治方面能帶來巨大助益。

### 隱翅蟲皮膚炎
毒隱翅蟲屬之物種並不會螫人，但其體液含隱翅蟲素，會對人類皮膚產生刺激，一旦接觸10至15秒就可能引起發炎反應，患者會感到灼痛，皮膚起水泡甚至潰爛，這種徵狀被稱作隱翅蟲皮膚炎。 隱翅蟲素並不會分泌在毒隱翅蟲的體表，而是在其身體破裂時才有可能釋放，因此只有在將其身體破壞並讓皮膚沾附其體液時才會發生隱翅蟲皮膚炎。

#### 防治
緊閉門窗以防止具趨光性之青翅蟻形隱翅蟲進入室內。感覺到身上有不明爬行物時先辨認清楚再決定處置方式，避免直接拍打隱翅蟲造成其身體破裂釋出毒素。在夏季，避免處在草生地附近有光源處，因草生地是青翅蟻形隱翅蟲之常見棲息環境。

#### 處置
皮膚在接觸隱翅蟲素後應立即以大量清水沖洗，並盡速至皮膚科專業人士處尋求醫療協助。初始症狀為水泡、紅腫，約經三至四天後傷口會開始乾涸，約一至兩週後就會結痂脫落。有些案例會引發細菌感染，因此若是前往皮膚科專業人士處就診，醫師經常會提供口服抗生素與類固醇。若有適當處理，隱翅蟲皮膚炎一般不會引起太大傷害。

## 隱翅蟲科生物

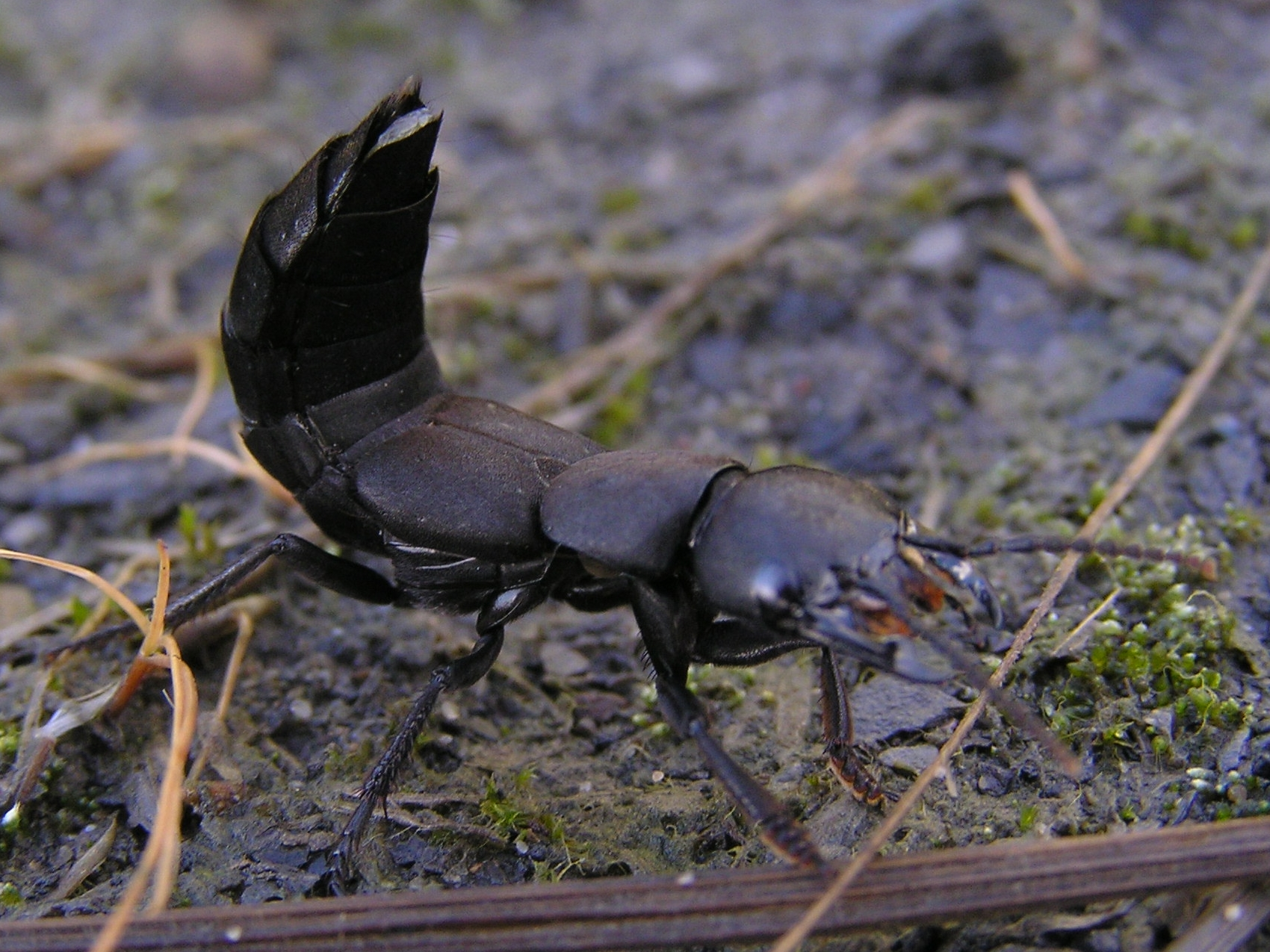
Ocypus sp.
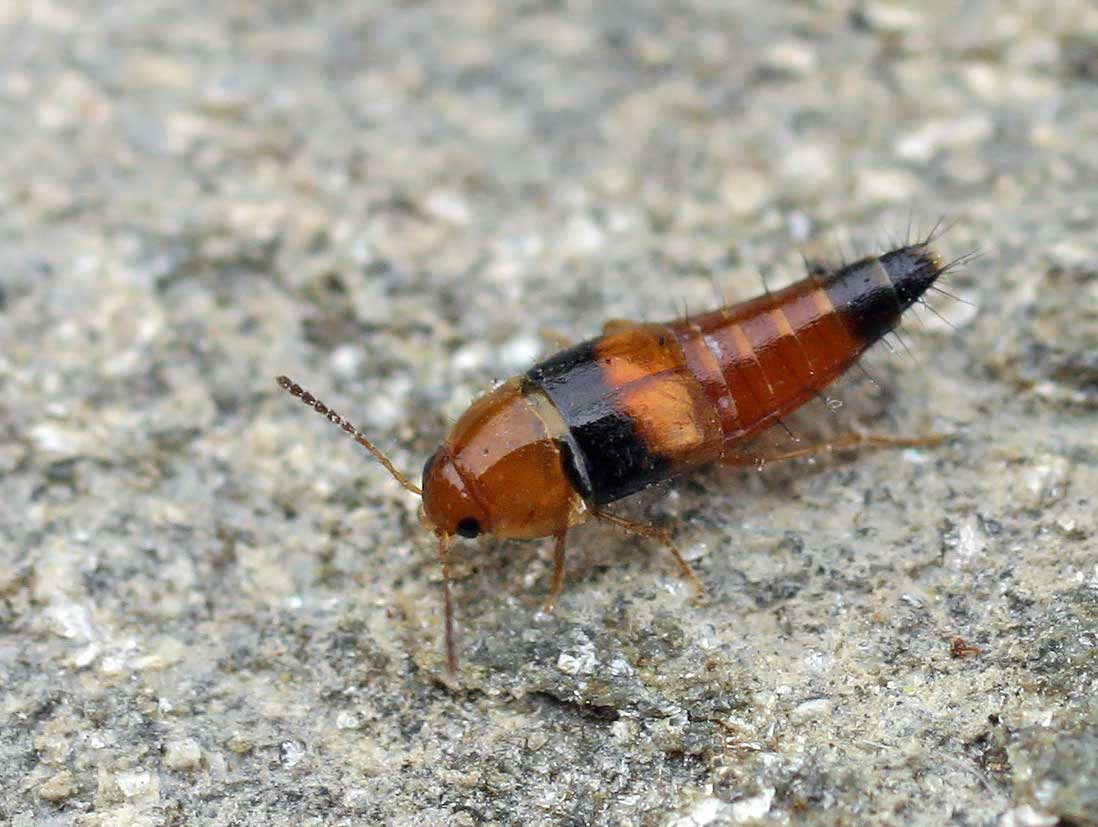
Tachyporus obtusus
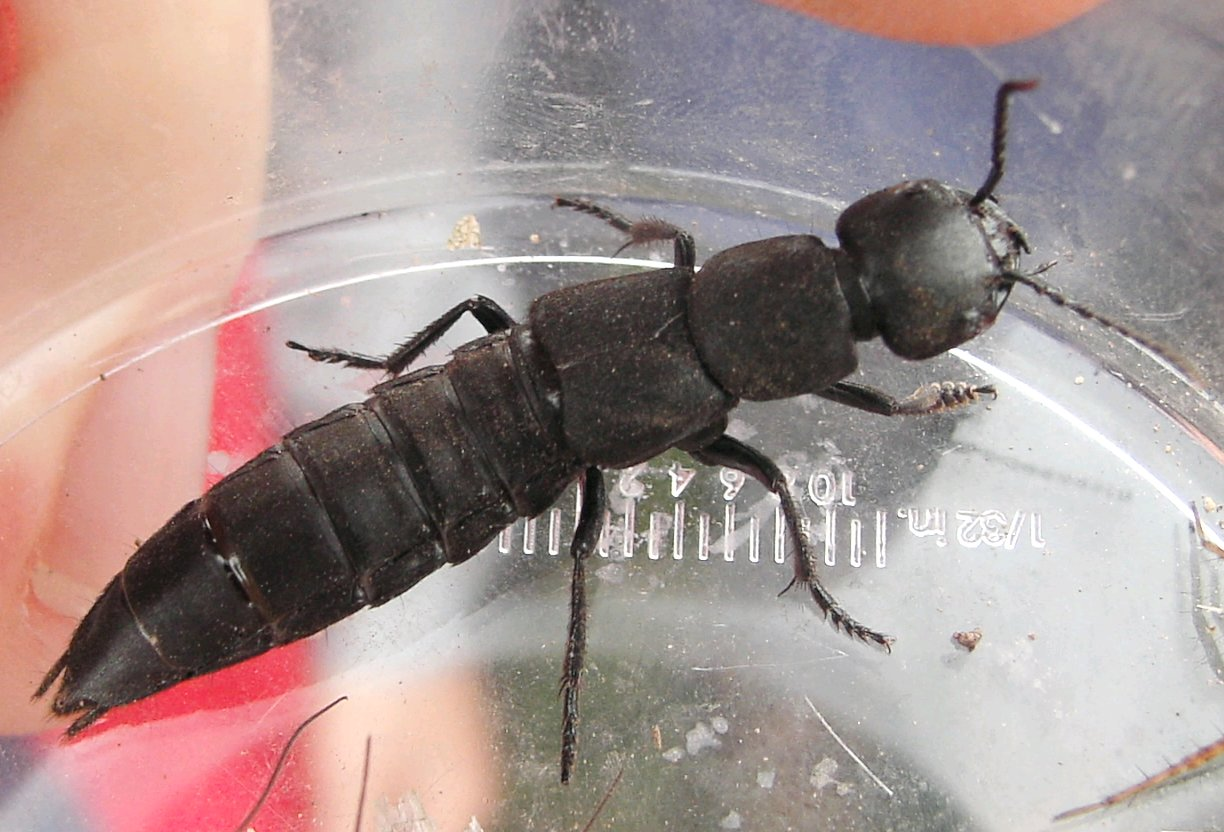
魔鬼隱翅蟲
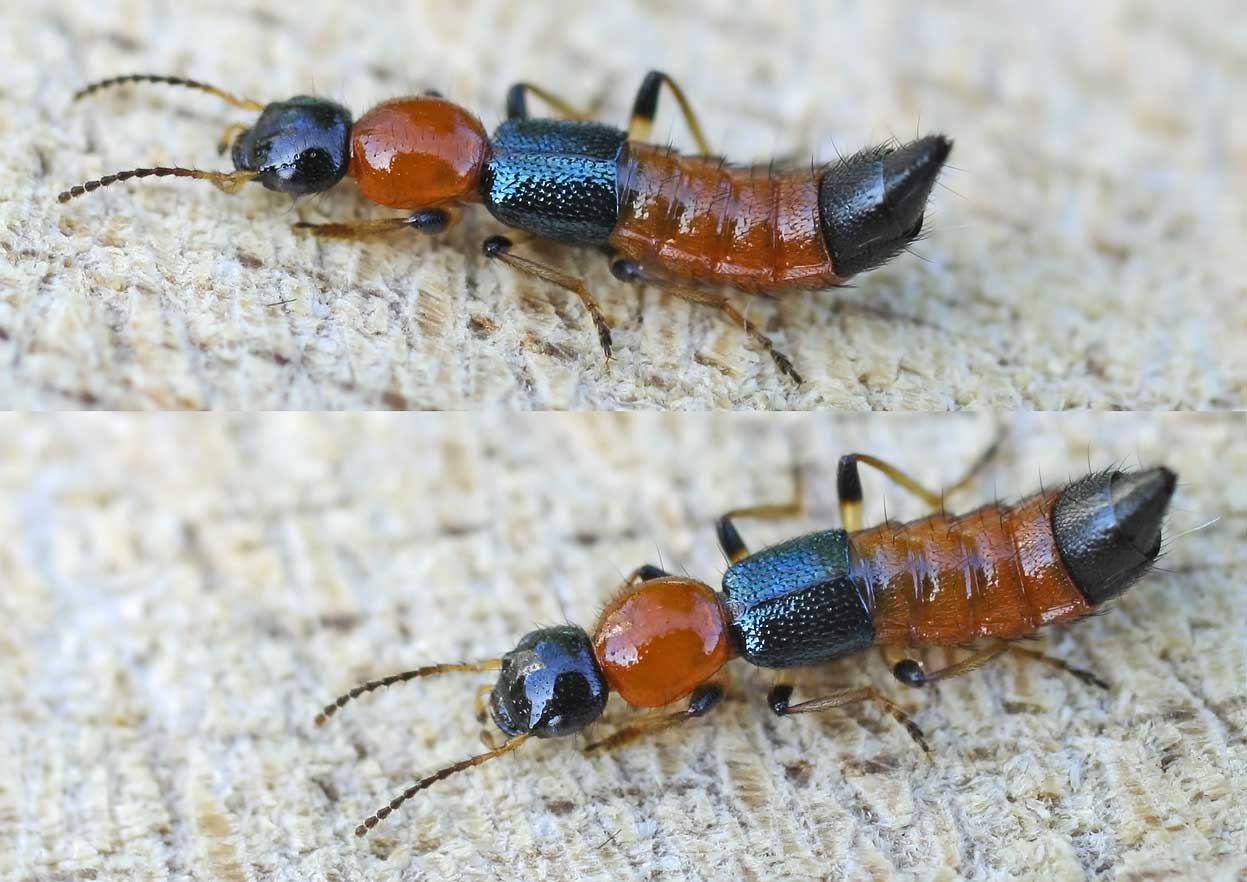
褐毒隱翅蟲(Paederus littorarius)

## 下轄亞科
- Aleocharinae（英语：Aleocharinae）
- Apateticinae
- Dasycerinae（英语：Dasycerinae）
- Empelinae（英语：Empelinae）
- Euaesthetinae（英语：Euaesthetinae）
- Glypholomatinae
- Habrocerinae（英语：Habrocerinae）
- Leptotyphlinae（英语：Leptotyphlinae）
- Megalopsidiinae（英语：Megalopsidiinae）
- Micropeplinae（英语：Micropeplinae）
- Microsilphinae
- Neophoninae
- Olisthaerinae（英语：Olisthaerinae）
- Omaliinae（英语：Omaliinae）
- Osoriinae（英语：Osoriinae）
- Oxyporinae（英语：Oxyporinae）
- Oxytelinae（英语：Oxytelinae）
- Paederinae（英语：Paederinae）
- Phloeocharinae（英语：Phloeocharinae）
- Piestinae（英语：Piestinae）
- Proteininae（英语：Proteininae）
- Protopselaphinae
- Pselaphinae（英语：Pselaphinae）
- Pseudopsinae（英语：Pseudopsinae）
- Scaphidiinae（英语：Scaphidiinae）
- Solieriinae
- Staphylininae（英语：Staphylininae）
- Steninae（英语：Steninae）
- Tachyporinae（英语：Tachyporinae）
- Trichophyinae
- Trigonurinae